# Dawit Poghosiani
Dawit Poghosiani (gruz. დავით პოღოსიანი ; ur. 21 sierpnia 1974) – gruziński zapaśnik walczący w stylu wolnym. Dwukrotny olimpijczyk. Piąty w Sydney 2000 i Atenach 2004 w kategorii 58–60 kg.
Brązowy medalista mistrzostw świata w 2007. Mistrz Europy z 1997 i 1998 roku.